# ويليام إينجراهام كيب
ويليام إينجراهام كيب (بالإنجليزية: William Ingraham Kip)‏ هو كاتب أمريكي، ولد في 3 أكتوبر 1811 في نيويورك في الولايات المتحدة، وتوفي في 7 أبريل 1893 في سان فرانسيسكو في الولايات المتحدة.